# Châteauneuf-sur-Charente
Châteauneuf-sur-Charente – miejscowość i gmina we Francji, w regionie Nowa Akwitania, w departamencie Charente.
Według danych na rok 1990 gminę zamieszkiwały 3522 osoby, a gęstość zaludnienia wynosiła 147 osób/km² (wśród 1467 gmin regionu Poitou-Charentes Châteauneuf-sur-Charente plasuje się na 60. miejscu pod względem liczby ludności, natomiast pod względem powierzchni na miejscu 283.).

## Współpraca
- Alfter, Niemcy